# Karin Pätzold
Karin Pätzold ist eine ehemalige deutsche Fußballspielerin.

## Karriere
Pätzold gehörte dem TuS Wörrstadt als Abwehrspielerin an, mit dem sie am 8. September 1974 im Mainzer Bruchwegstadion das erste Finale um die Deutsche Meisterschaft bestritt. Die vom Bonner Schiedsrichter Walter Eschweiler geleitete Begegnung mit der DJK Eintracht Erle wurde mit 4:0 gewonnen. Im Spieljahr darauf für den Bonner SC spielend, erreichte sie erneut das Finale um die Deutsche Meisterschaft, das am 15. Juni 1975 im Sportpark des Bonner Stadtteils Pennenfeld im Stadtbezirk Bad Godesberg – nach zweimaligen Rückstand – mit 4:2 gegen den FC Bayern München gewonnen wurde.

## Erfolge
- Deutscher Meister 1974, 1975